# 清捲舌閃音
清捲舌閃音是一種輔音，國際音標（IPA）記作⟨ɽ̊⟩，X-SAMPA音標則寫作r`_0。
此音在迪維西語的一些方言中，被當作是/ʂ/的另一種發音。

## 特徵
清捲舌閃音的特徵包括：
- 調音方法是閃音，指氣流衝出時與肌肉一次快速接觸，使得一調音器官碰及另一器官。
- 調音部位是捲舌，以舌尖和上顎前部接觸以形成對氣流的阻礙而調音。

- 發聲類型是清音，意味着發音時聲帶並不顫動。
- 本輔音是口腔輔音（口音），表示調音時空氣只從口裡流出。
- 本輔音為中央輔音，調音時氣流在口腔的中央流過舌面，而不從兩側流過。
- 氣流機制是肺部氣流，即由肺與橫膈膜驱动空气。

## 出現於
| 語言     | 語言       | 詞彙       | IPA        | 意思 | 註釋                                            |
| -------- | ---------- | ---------- | ---------- | ---- | ----------------------------------------------- |
| 迪维希语 | 部分方言   | [ 比如？ ] | [ 比如？ ] |      | 可以用清捲舌顫音取代之。對應到其他方言的/ʂ/音。 |
| 挪威語   | 塞爾布方言 |            | [mœɽ̊k]     | 牛奶 | /ɽ/在/k和/p前的一種不常見的同位異音。           |

## 外部鏈結
- 在PHOIBLE上搜尋含有[ɽ̊]的語言